# حیدرآباد (سرآب)
حیدرآباد یا دارچای یکی از روستاهای استان آذربایجان شرقی است که در دهستان صائین بخش مرکزی شهرستان سرآب واقع شده‌است. این روستا با مشکل اصلی مسیر روبه‌رو بود که در زمستان راه این روستا بسته می‌شد. 

## جستارهای بسته
- جمعیت روستاهای شهرستان سرآب